# Янгрот
Янгрот (пол. Jangrot) — село в Польщі, у гміні Тшицьонж Олькуського повіту Малопольського воєводства.
Населення — 1378 осіб (2011).
У 1975-1998 роках село належало до Краківського воєводства.

## Демографія
Демографічна структура станом на 31 березня 2011 року:
|          | Загалом | Допрацездатний вік | Працездатний вік | Постпрацездатний вік |
| -------- | ------- | ------------------ | ---------------- | -------------------- |
| Чоловіки | 718     | 158                | 448              | 112                  |
| Жінки    | 660     | 113                | 358              | 189                  |
| Разом    | 1378    | 271                | 806              | 301                  |